# Cinnamomum polderi
Cinnamomum polderi är en lagerväxtart som beskrevs av André Joseph Guillaume Henri Kostermans. Cinnamomum polderi ingår i släktet Cinnamomum och familjen lagerväxter. Inga underarter finns listade i Catalogue of Life.